# Coelioxys erysimi
Coelioxys erysimi är en biart som beskrevs av Cockerell 1912. Coelioxys erysimi ingår i släktet kägelbin, och familjen buksamlarbin. Inga underarter finns listade i Catalogue of Life.